# Robin Renucci
Robin Renucci, all'anagrafe Daniel Robin-Renucci (Le Creusot, 11 luglio 1956), è un attore e regista francese.

## Biografia
Nato a Le Creusot, nel dipartimento della Saona e Loira, figlio di Louis Robin, un poliziotto originario del Morvan, e di Paulette Renucci, una sarta còrsa di Olmi-Cappella, trascorre la sua infanzia ad Auxerre (nel dipartimento di Yonne). Terminati gli studi si iscrive al Conservatoire national supérieur d'art dramatique di Parigi. Il suo debutto cinematografico è nel 1981, e nel decennio degli anni ottanta la sua attività è prevalentemente legata al grande schermo. Dagli inizi degli anni novanta il suo interesse si sposta sulle serie televisive (tra cui L'ombra della sera di Cinzia TH Torrini) e sulla regia.

## Filmografia

### Attore

#### Cinema
- Acque profonde (Eaux profondes), regia di Michel Deville (1981)
- I miserabili (Les Misérables), regia di Robert Hossein (1982)
- I quarantesimi ruggenti (Les Quarantièmes rugissants), regia di Christian de Chalonge (1982)
- Invito al viaggio (Invitation au voyage), regia di Peter Del Monte (1982)
- La Petite Bande, regia di Michel Deville (1983)
- La Trace, regia di Bernard Favre (1983)
- Les Mots pour le dire, regia di José Pinheiro (1983)
- Prestami il rossetto (Coup de foudre), regia di Diane Kurys (1983)
- Stella, regia di Laurent Heynemann (1983)
- Vive la sociale!, regia di Gérard Mordillat (1983)
- Fort Saganne, regia di Alain Corneau (1984)
- Train d'enfer, regia di Roger Hanin (1984)
- Escalier C, regia di Jean-Charles Tacchella (1985)
- L'amant magnifique, regia di Aline Issermann (1986)
- La coda del diavolo, regia di Giorgio Treves (1986)
- Volto segreto (Masques), regia di Claude Chabrol (1987)
- Donne di piacere (Dames galantes), regia di Jean-Charles Tacchella (1990)
- La puttana del re (La Putain du roi), regia di Axel Corti (1990)
- I figli del secolo (Les enfants du siècle), regia di Diane Kurys (1999)
- A torto o a ragione (Taking Sides), regia di István Szabó (2001)
- The Dreamers - I sognatori (The Dreamers), regia di Bernardo Bertolucci (2003)
- Arsenio Lupin (Arsène Lupin), regia di Jean-Paul Salomé (2004)
- La commedia del potere (L'ivresse du pouvoir), regia di Claude Chabrol (2006)
- Female agents (Femmes de l'ombre), regia di Jean-Paul Salomé (2008)

#### Televisione
- L'ombra della sera, regia di Cinzia TH Torrini – film TV (1994)
- Fracture, regia di Alain Tasmae – film TV (2010)
- Leonardo, regia di Daniel Percival e Alexis Sweet – serie TV, episodi 1x02, 1x06, 1x07 (2021)

### Regista
- Sempre vivu! (2007)

## Doppiatori italiani
- Claudio Capone in Prestami il rossetto
- Massimo Venturiello in L'ombra della sera
- Angelo Maggi in I figli del secolo
- Stefano De Sando in The Dreamers - I sognatori
- Antonio Palumbo in Arsenio Lupin
- Gaetano Varcasia in La commedia del potere
- Stefano Billi in Female Agents
- Paolo Marchese in Leonardo

## Premi e riconoscimenti

### Premio César
- 1986: - Nominato a migliore attore per Escalier C